# ولادة الجليد

كتلة من العجول الجليدية من نهر مثلجة بيريتو مورينو في بحيرة أرخنتينو

ولادة الجليد والمعروفة أيضًا باسم عجول جليدية، هي كسر قطع الجليد من حافة الجليد الجليدي. هو شكل من أشكال تذرية الجليد أو تعطل الجليد.
نه الإطلاق المفاجئ والانفصال لكتلة من الجليد من نهر جليدي أو جبل جليدي أو جبهة جليدية أو رف جليدي أو صدع. يمكن تصنيف الجليد الذي ينفصل على أنه جبل جليدي، ولكنه قد يكون أيضًا هادرًا أو قطعة جبلية أو جدارًا منشقًا. غالبًا ما يكون ولادة الأنهار الجليدية مصحوبًا بصوت عالٍ أو صوت مزدهر قبل أن تنكسر كتل الجليد التي يصل ارتفاعها إلى 60 مترًا (200 قدم) وتصطدم بالمياه. ويسبب دخول الجليد إلى الماء موجات كبيرة وخطرة في كثير من الأحيان. يمكن أن تكون الأمواج التي تتشكل في مواقع مثل نهر جون هوبكينز جلاسير الجليدي كبيرة جدًا بحيث لا يمكن للقوارب أن تقترب أكثر من ثلاثة كيلومترات ثلاثة كيلومتر (1 1⁄2 ميل بحري). أصبحت هذه الأحداث مناطق جذب سياحي رئيسية في مواقع مثل ألاسكا.
تنتهي العديد من الأنهار الجليدية عند المحيطات أو بحيرات المياه العذبة مما ينتج بشكل طبيعي ولادة أعداد كبيرة من الجبال الجليدية. تنتج ولادة الأنهار الجليدية في جرينلاند ما بين 12000 إلى 15000 جبل جليدي كل عام وحده. غالبًا ما يسبق ولادة الجروف الجليدية حدوث صدع. ينفصل الجرف الجليدي في الحالة المستقرة بنفس معدل تدفق الجليد الجديد تقريبًا، وقد تحدث أحداث الانهيار على فترات زمنية نصف سنوية إلى عقدية للحفاظ على متوسط الموقع العام لواجهة الجرف الجليدي. عندما تتجاوز معدلات الولادة تدفق الجليد الجديد، يحدث تراجع للجبهة الجليدية، وقد تصبح الرفوف الجليدية أصغر وأضعف.

## الأسباب

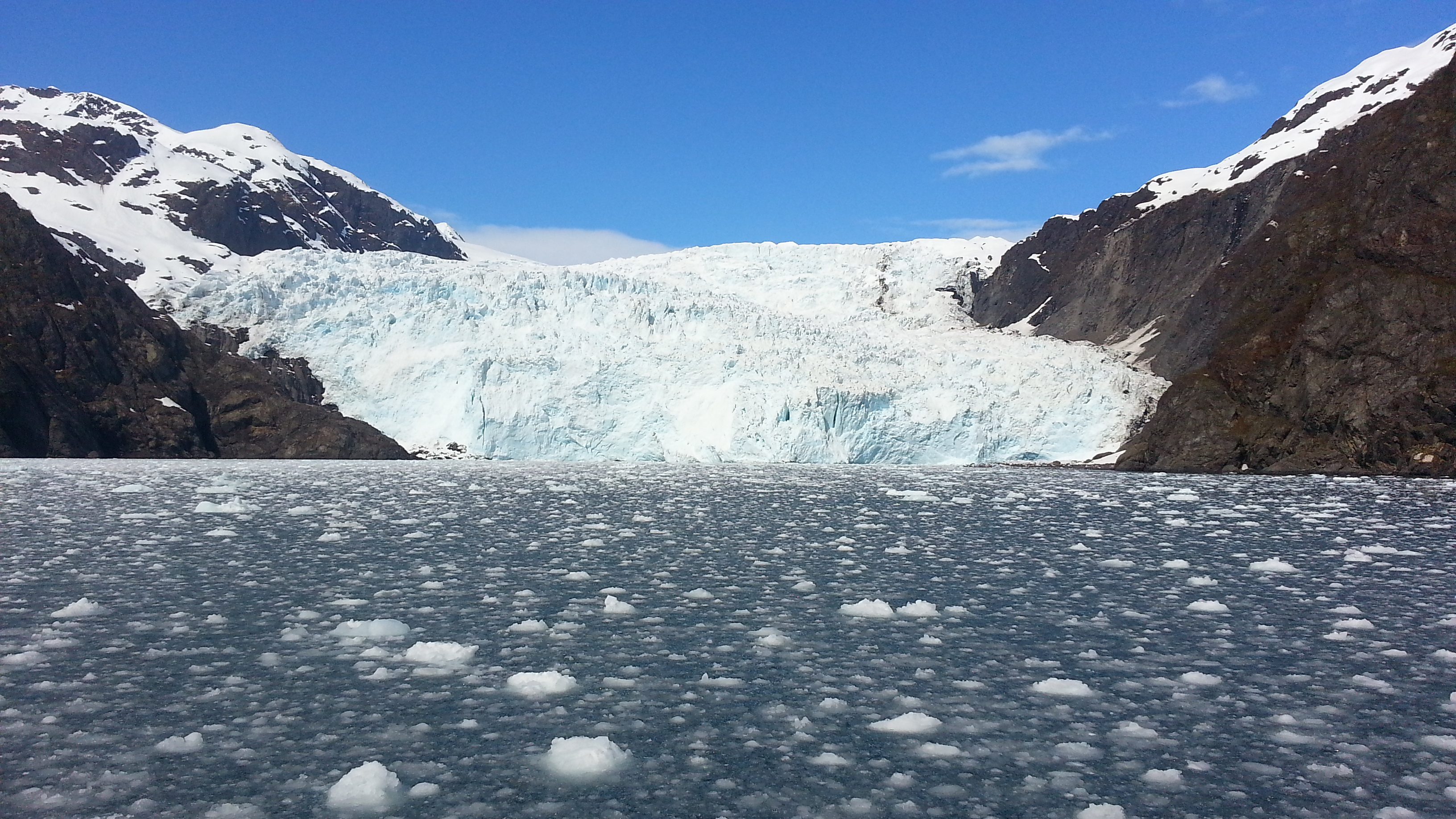
ولادة نهر جليدي

من المفيد تصنيف أسباب الولادة الجليدية إلى عمليات من الدرجة الأولى والثانية والثالثة. عمليات الدرجة الأولى هي المسؤولة عن المعدل الإجمالي للولادة على نطاق الأنهار الجليدية. السبب الأول للولادة هو التمدد الطولي، الذي يتحكم في تكوين الصدوع. عندما تخترق الشقوق سمك الجليد بالكامل، سيحدث الانفصال. يتم التحكم في التمدد الطولي عن طريق الاحتكاك عند قاعدة وحواف النهر الجليدي، وهندسة النهر الجليدي، وضغط الماء عند القاع. وبالتالي فإن هذه العوامل تمارس السيطرة الأولية على معدل الولادة.
يمكن اعتبار عمليات الولادة الجليدية من الدرجة الثانية والثالثة متراكبة على عملية الدرجة الأولى المذكورة أعلاه، وتتحكم في حدوث أحداث الولادة الفردية، بدلاً من المعدل الإجمالي. يعد الذوبان عند خط الماء عملية ولادة مهمة من الدرجة الثانية لأنها تؤدي إلى تقويض الجليد تحت الجوي، مما يؤدي إلى الانهيار. وتشمل العمليات الأخرى من الدرجة الثانية أحداث المد والجزر والزلازل، وقوى الطفو، وذوبان المياه.
عندما تحدث الولادة الجليدية بسبب ذوبان خط الماء، فإن الجزء تحت الجوي من النهر الجليدي فقط هو الذي سوف ينفصل، مما يترك "قدمًا" مغمورة. وهكذا يتم تحديد عملية من الدرجة الثالثة، حيث تتسبب قوى الطفو الصاعدة في كسر هذه القدم الجليدية وظهورها على السطح. تعتبر هذه العملية خطيرة للغاية، فمن المعروف أنها تحدث دون سابق إنذار على مسافة تصل إلى 300 متر من نهاية النهر الجليدي.

## قانون الولادة الجليدية
على الرغم من تحديد العديد من العوامل التي تساهم في الولادة الجليدية، إلا أن الصيغة الرياضية التنبؤية الموثوقة لا تزال قيد التطوير. ويجري حاليًا تجميع البيانات من الرفوف الجليدية في القارة القطبية الجنوبية وجرينلاند للمساعدة في إنشاء "قانون الولادة الجليدية". تتضمن المتغيرات المستخدمة في النماذج خصائص الجليد مثل السُمك والكثافة ودرجة الحرارة ونسيج المحور c وتحميل الشوائب. قد تكون الخاصية المعروفة باسم "إجهاد الانتشار الطبيعي للجبهة الجليدية" ذات أهمية أساسية، على الرغم من أنه لا يتم قياسها عادةً.
يوجد حاليًا العديد من المفاهيم التي يمكن بناء عليها قانون تنبؤي. تنص إحدى النظريات على أن معدل الولادة الجليدية هو في المقام الأول دالة لنسبة إجهاد الشد إلى إجهاد الضغط العمودي، أي أن معدل الولادة الجليدية هو دالة لنسبة الإجهاد الأساسي الأكبر إلى الأصغر. وهناك نظرية أخرى مبنية على بحث أولي تبين أن معدل الولادة الجليدية يزداد مع قوة معدل الانتشار بالقرب من جبهة الولادة الجليدية.

## ركوب الأمواج الجليدية

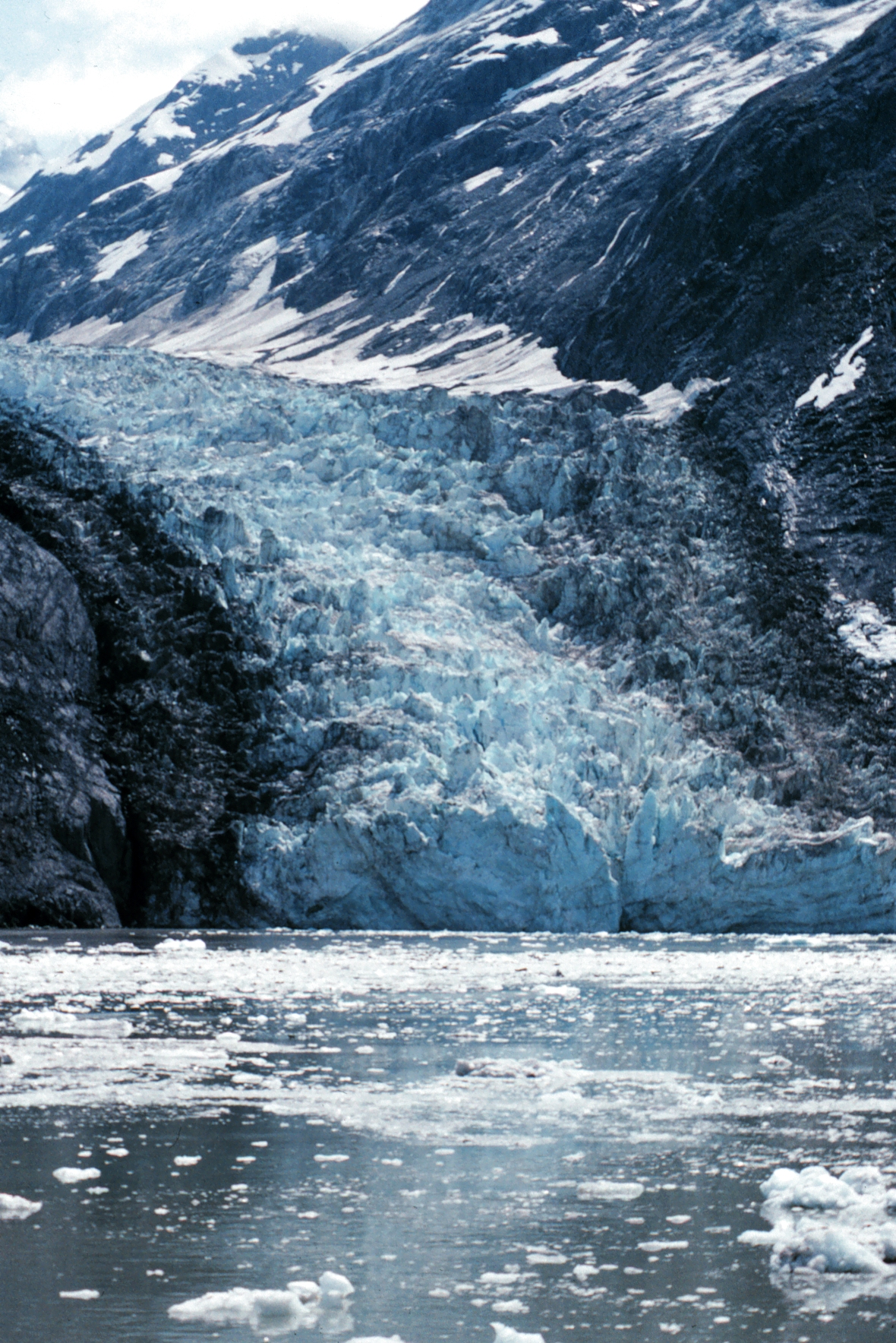
الخليج الجليدي، ولادة الأنهار الجليدية

تم ابتكار هذه الرياضة لأول مرة في عام 1995 من قبل رايان كيسي أثناء تصوير فيلم آيماكس، وتتضمن هذه الرياضة سحب راكب أمواج إلى النطاق بواسطة دراجة جيت سكي وانتظار كتلة من الجليد تنطلق من نهر جليدي. يمكن لراكبي الأمواج الانتظار لعدة ساعات في المياه الجليدية لحضور حدث ما. عندما ينفجر نهر جليدي، يمكن أن تنتج كتلة الجليد أمواجًا يبلغ ارتفاعها 8 أمتار. يمكن تحقيق جولات لمسافة 300 متر تدوم لمدة دقيقة واحدة.

## روابط خارجية
- University of Chicago article
- "Chasing Ice" captures largest glacier calving ever filmed